# The Last Shadow Puppets
The Last Shadow Puppets är en supergrupp bestående av Alex Turner från bandet Arctic Monkeys, Miles Kane från bandet The Rascals och kompositören/producenten James Ford.
Kane och Turner har lärt känna varandra genom att Kanes tidigare band The Little Flames var förband åt Arctic Monkeys under deras turné i Storbritannien 2007. Kane har även hjälpt till med låtmaterial och spelar till exempel gitarr i låten "505".

## Bakgrund
I augusti 2007 rapporterade NME att sångaren Alex Turner från bandet Arctic Monkeys och sångaren Miles Kane från bandet The Rascals, skulle släppa albumet The Age of the Understatement tillsammans med James Ford.

## Diskografi[3]

### Studioalbum
| År   | Titel                            |
| ---- | -------------------------------- |
| 2008 | The Age of The Understatement    |
| 2016 | Everything You've Come To Expect |

### EP
| År   | Titel                         |
| ---- | ----------------------------- |
| 2008 | The Age Of The Understatement |
| 2008 | Standing Next To Me           |
| 2008 | My Mistakes Were Made For You |
| 2016 | Spotify Sessions              |
| 2016 | The Dream Synopsis            |